# Lago Afrera
El lago Afrera es un lago del norte de Etiopía. Ubicado en la Zona Administrativa 2, es uno de los lagos de la depresión de Afar. Según su entrada en Lakenet, tiene una superficie de 100 km²s.
También es conocido como lago Giulietti, por el explorador italiano Giuseppe Maria Giulietti, el cual fue asesinado por los habitantes de Afars cerca del lago, aunque su cuerpo no fue observado por los europeos hasta mucho después de su muerte, en 1929